# Compagnie des ponts en fer système Cadiat & Oudry
La Compagnie des ponts en fer système Cadiat & Oudry est une entreprise française spécialisée dans la réalisation de ponts métalliques.

## Historique
L'entreprise est créée en 1853 par deux ingénieurs originaires de l'est de la France, Nicolas Cadiat et Alphonse Oudry et la production est assurée par Félix Moreaux, un autre ingénieur. Tous trois ont été étudiants de l'École des arts et métiers de Châlons-en-Champagne.
La firme disparait en 1857, au décès de Nicolas Cadiat, mais est rachetée par Jean-François Cail.